# Paulo Betti
Paulo Sérgio Betti (Rafard, 8 de setembro de 1952) é um ator, autor e diretor brasileiro. Atuou em mais de 40 peças de teatro, doze das quais dirigiu. Escreveu a peça Autobiografia Autorizada.

## Biografia
Interpretou um de seus personagens mais marcantes do cinema, em Lamarca. Também interpretou outro personagem histórico, o Visconde de Mauá, Irineu Evangelista de Sousa, no filme Mauá: o imperador e o rei. Apresentou o programa Novos Nomes em Cena, no Canal Brasil, onde entrevistava jovens atores brasileiros. Também produziu, roteirizou e dirigiu o filme Cafundó, estreado em 2005, onde faz uma pequena participação como romeiro. Cafundó ganhou prêmios no Brasil (como no Festival de Cinema de Gramado) e teve carreira internacional em países como Itália, Estados Unidos e Burkina Faso. Uma falsa polêmica envolvendo Cafundó está no quase processo movido pelos escritores Adolfo Frioli e Carlos de Campos acusando Betti de ter utilizado um livro de sua autoria de forma não autorizada na composição do roteiro do filme, embora o próprio Paulo tenha participado da construção do livro - do qual escreveu o prefácio. O nome do livro foi colocado por Betti na abertura do filme e os autores ficaram satisfeitos.
Em 2007, atuou na telenovela Sete Pecados, em que viveu Flávio, um arqueólogo milionário e pai da mimada Beatriz Priscila Fantin. No Teatro, atuou em peças como: O Doente Imaginário, de Molière; O Processo, de Franz Kafka; O Boca de Ouro, de Nelson Rodrigues; Viagem a Forli, de Mauro Rasi; O Inimigo do Povo, de Henrik Ibsen; O Homem que viu o Disco Voador, de Flávio Márcio; Como Aprendi a Dirigir um Carro, de Paula Vogel e Do Fundo do Lago Escuro, com texto e direção de Domingos Oliveira. Atualmente, viaja pelo País com a peça "Deus da Carnificina", com texto de Yasmina Reza e Direção de Emílio de Mello.
Em 2014, interpretou o vilão cômico Téo Pereira, um blogueiro em Império (telenovela) a novela de Aguinaldo Silva. Em 2015, comemorando 40 anos de carreira, o ator estreou o monólogo Autobiografia Autorizada, escrita por ele. Na peça, ele conta a história desde sua infância no interior de São Paulo até o ingresso na Escola de Arte Dramática. A peça circulou por todas as regiões do Brasil. Em 2017 estreou em Festivais de Cinema o seu segundo longa como diretor junto com Eliane Giardini: A Fera na Selva. O filme foi inteiro rodado na região de Sorocaba e conta com a codireção de Lauro Escorel e Eliane Giardini.

### Vida Pessoal
Descendente de italianos, Paulo Betti nasceu numa pequena casa na zona rural de Rafard, no interior do estado de São Paulo, tendo-se mudado com a sua família para a cidade de Sorocaba, ainda durante a sua infância. Foi casado com a atriz Eliane Giardini, entre 1973 e 1997, com quem tem duas filhas: Juliana (1977) e Mariana (1980). Em 2000 começou a namorar a atriz Maria Ribeiro, com quem foi casado entre 2001 e 2005 e chegou a fazer par romântico na telenovela Metamorphoses, tendo juntos um filho, João (2003). Desde 2015 é casado com a humorista Dadá Coelho.

### Política
Em 1989 produziu, ao lado de Adair Rocha, o videoclipe do jingle "Lula Lá", da campanha de Luiz Inácio Lula da Silva, candidato do Partido dos Trabalhadores à presidência. Apoiou Lula durante todas as suas candidaturas presidenciais, inclusive em 2006, quando vários artistas deixaram de o apoiar devido ao escândalo que ficou conhecido na mídia como "mensalão".

## Filmografia

### Televisão
| Ano  | Título                                   | Personagem                            | Notas                                                      |
| ---- | ---------------------------------------- | ------------------------------------- | ---------------------------------------------------------- |
| 1980 | Como Salvar Meu Casamento                | Patrício Ribeiro Cruz                 |                                                            |
| 1981 | Os Imigrantes                            | André Luiz de Castro                  |                                                            |
| 1982 | Os Imigrantes: Terceira Geração          | André Luiz de Castro                  |                                                            |
| 1983 | Maçã do Amor                             | Edson Freitas de Oliveira             |                                                            |
| 1984 | Transas e Caretas                        | Dirceu Valente                        |                                                            |
| 1984 | Vereda Tropical                          | Marco Aurélio Travatti                |                                                            |
| 1984 | Corpo a Corpo                            | Murilo Maciel                         |                                                            |
| 1985 | De Quina pra Lua                         | Bruno Scapelli                        |                                                            |
| 1986 | Hipertensão                              | Laerte Ferreira da Silva              |                                                            |
| 1987 | Carmem                                   | Ciro Borges Leme                      |                                                            |
| 1989 | Colônia Cecília                          | Giovanni Rossi                        |                                                            |
| 1989 | Tieta                                    | Timóteo D'Alamberti                   |                                                            |
| 1991 | Caso Especial                            | Emereciano                            | Episódio: "Os Homens Querem Paz"                           |
| 1992 | Pedra sobre Pedra                        | Carlos Batista (Carlão)               |                                                            |
| 1992 | Você Decide                              | Pedro Assunção                        | Episódios: "Verdades e Mentiras"                           |
| 1993 | Mulheres de Areia                        | Wanderley Amaral                      |                                                            |
| 1993 | Você Decide                              | Felipe Rocha                          | Episódio: "Laços de Sangue"                                |
| 1994 | Incidente em Antares                     | Cícero Branco                         |                                                            |
| 1995 | A Próxima Vítima                         | Detetive Olavo Rodrigues de Melo      |                                                            |
| 1995 | Engraçadinha: Seus Amores e Seus Pecados | Dr. Odorico Quintela                  |                                                            |
| 1995 | A Comédia da Vida Privada                | Parra                                 | Episódio: "A Casa dos Quarenta"                            |
| 1995 | A Comédia da Vida Privada                | Ataíde                                | Episódio: "Apenas Bons Amigos"                             |
| 1996 | O Fim do Mundo                           | João Passos (Joãozinho)               |                                                            |
| 1997 | A Indomada                               | Ypiranga Pitiguary                    |                                                            |
| 1998 | Hilda Furacão                            | Delegado Renciso Figueira             |                                                            |
| 1998 | Você Decide                              | Carlos Rodrigues                      | Episódio: "Me Lambuza de Batom"                            |
| 1999 | Chiquinha Gonzaga                        | Carlos Gomes                          |                                                            |
| 1999 | Força de um Desejo                       | Higino Ventura                        |                                                            |
| 1999 | Luna Caliente                            | Ramiro Moura Fragoso                  |                                                            |
| 1999 | Você Decide                              | Fernando Tavares                      | Episódio: "Mulher 2000"                                    |
| 2000 | Sai de Baixo                             | Walter Close                          | Episódio: "O Segredo do Canguru Perneta"                   |
| 2000 | Você Decide                              | Henrique Marins                       | Episódio: "A Poderosa"                                     |
| 2000 | Você Decide                              | Pedro Costa                           | Episódio: "Uma Mulher Quase Honesta"                       |
| 2001 | Os Maias                                 | Joaquim Àlvares de Castro Gomes       |                                                            |
| 2001 | A Grande Família                         | Gilmar                                | Episódio: "Amigo é Pra Essas Coisas"                       |
| 2001 | O Clone                                  | Armando Mendes                        | Episódio: "1 de outubro"                                   |
| 2001 | Malhação                                 | Dr. Ricardo                           | Episódio: "13 de dezembro"                                 |
| 2001 | Brava Gente                              | Téo França                            | Episódio: "A Grã-Fina de Copacabana"                       |
| 2001 | Brava Gente                              | Leleco                                | Episódio: "Um Caso, uma Loura"                             |
| 2001 | Os Normais                               | Delmo Rangel                          | Episódio: "Faça Seu Pedido"                                |
| 2002 | Os Normais                               | Serginho                              | Episódio: "Ter Filhos é Normal"                            |
| 2002 | Os Normais                               | Tales                                 | Episódio: "Acordando Normalmente"                          |
| 2002 | Desejos de Mulher                        | Alex Müller                           | Episódios: "20 de julho–24 de agosto"                      |
| 2002 | A Grande Família                         | Bandeira                              | Episódio: "A Mulher Que Botou Chifre no Capeta"'           |
| 2003 | Kubanacan                                | Chacón                                | Episódios: "5–6 de maio"                                   |
| 2003 | Carol & Bernardo                         | Emiliano                              | Especial de fim de ano                                     |
| 2004 | Metamorphoses                            | Marcos Ventura                        |                                                            |
| 2004 | A Diarista                               | Dr. Edelson                           | Episódio: "Aquele da Regressão"                            |
| 2005 | Malhação                                 | Miguel Barreto                        | Temporada 12                                               |
| 2005 | Clara e o Chuveiro do Tempo              | Leonídio Conceição                    | Episódio: "Elvis Presley"                                  |
| 2006 | A Diarista                               | Alencastro                            | Episódio: "Aquele do Avião"                                |
| 2006 | Lu                                       | Jorge Pereira (Jorginho)              | Especial de fim de ano                                     |
| 2006 | JK                                       | José Maria Alkimim                    |                                                            |
| 2006 | Minha Nada Mole Vida                     | Melo Cupelo                           | Episódio: "Que Vença o Melhor"                             |
| 2007 | Amazônia, de Galvez a Chico Mendes       | Jerônimo Gomes                        |                                                            |
| 2007 | Paraíso Tropical                         | Maurício Lucena                       | Episódios: "26 de março–12 de abril"                       |
| 2007 | A Grande Família                         | Carlinhos                             | Episódio: "Cem Dias de Solidão"                            |
| 2007 | Sete Pecados                             | Flávio Ferrara                        |                                                            |
| 2008 | Casos e Acasos                           | Mário César Mauro Lins                | Episódio: "A Prova" Episódio: "O Diagnóstico"              |
| 2009 | Aline                                    | Jozelito Menezes (Zelito)             | Episódio: "Aniversário de Aline" Episódio: "Aline Partida" |
| 2009 | Som & Fúria                              | Allan Leitte (Oberon)                 | Episódio: "12"                                             |
| 2009 | Chico e Amigos                           | Beto                                  | Especial de fim de ano                                     |
| 2010 | Tempos Modernos                          | João Paulo Amorim (JP)                | Episódios: "18 de maio–20 de junho"                        |
| 2010 | Batendo Ponto                            | João Felipe da Silva                  | Especial de fim de ano                                     |
| 2010 | Zorra Total                              | Barão de Mauá                         | Episódio: "29 de setembro"                                 |
| 2011 | Lara com Z                               | Getúlio Ferro                         | Episódio: "12 de maio"                                     |
| 2011 | A Vida da Gente                          | Jonas Macedo                          |                                                            |
| 2012 | Lado a Lado                              | Mário Cavalcanti                      |                                                            |
| 2013 | Tapas & Beijos                           | Agemiro Jackson (Miro)                | Episódios: "30 abril–21 de maio"                           |
| 2013 | Malhação Casa Cheia                      | Caetano Figueroa Allende              | Temporada 21                                               |
| 2014 | Império                                  | Teodoro Pereira (Téo Pereira)         |                                                            |
| 2016 | Tá no Ar: a TV na TV                     | Paulo Betti, a Feia                   | Episódio: "1 de março"                                     |
| 2016 | TOC's de Dalila                          | Dr. Chaves                            | Temporada 1                                                |
| 2016 | Rock Story                               | Haroldo Sabóia                        |                                                            |
| 2017 | Os Trapalhões                            | Rei                                   | Episódio: "26 de julho"                                    |
| 2018 | O Outro Lado do Paraíso                  | Dr. Maurício Guimarães                | Episódios: "30 de abril–11 de maio"                        |
| 2018 | D.R. na Rússia                           | Apresentador                          |                                                            |
| 2018 | O Sétimo Guardião                        | Ypiranga Pitiguary                    | Episódio: "17 de novembro – 31 de janeiro"                 |
| 2019 | Órfãos da Terra                          | Miguel Nasser                         |                                                            |
| 2022 | Além da Ilusão                           | Constantino Andrade                   |                                                            |
| 2022 | Além da Ilusão                           | Valentino Estrella                    |                                                            |
| 2023 | The Masked Singer Brasil                 | Coelho (14° lugar)                    | Temporada 3                                                |
| 2023 | Amor Perfeito                            | Prefeito Anselmo Evaristo             |                                                            |
| 2024 | Turma da Mônica - Origens                | Cássio Marques de Araújo (Sr. Cascão) |                                                            |

### Cinema
| Ano  | Título                             | Papel                       |
| ---- | ---------------------------------- | --------------------------- |
| 1985 | Jogo Duro                          | Cliente                     |
| 1986 | Fonte da Saudade                   | Vicente                     |
| 1987 | Besame Mucho                       | César                       |
| 1988 | Dedé Mamata                        | Pai de Dedé                 |
| 1989 | Doida Demais                       | Gabriel                     |
| 1990 | Acorda Raimundo... Acorda!         | Raimundo                    |
| 1990 | Césio 137 - o Pesadelo de Goiânia  | Roberto Santos Alves        |
| 1991 | Olha! Isso Pode Dar Bolo           | —                           |
| 1994 | Lamarca                            | Carlos Lamarca              |
| 1995 | Biu, A Vida Real Não Tem Remake    | —                           |
| 1996 | Quem Matou Pixote?                 | Diretor de TV               |
| 1997 | Ed Mort                            | Ed Mort                     |
| 1997 | Guerra de Canudos                  | Zé Lucena                   |
| 1997 | O Amor Está no Ar                  | Bigode                      |
| 1998 | O Toque do Oboé                    | Augusto                     |
| 1999 | Mauá - O Imperador e o Rei         | Irineu Evangelista de Sousa |
| 1999 | Oriundi                            | Renato Padovani             |
| 2000 | Os Idiotas Mesmo                   | —                           |
| 2000 | Um Anjo Trapalhão                  | Zé                          |
| 2001 | Onde Andará Petrúcio Felker        | Ele mesmo                   |
| 2002 | Querido Estranho                   | Prefeito                    |
| 2005 | Cafundó                            | Romeiro                     |
| 2006 | Irma Vap - O Retorno               | Luiz Alberto                |
| 2006 | Tapete Vermelho                    | Aparício                    |
| 2006 | Zuzu Angel                         | Carlos Lamarca              |
| 2007 | A Grande Família - O Filme         | Carlinhos                   |
| 2007 | O Signo da Cidade                  | Marido de Teca              |
| 2007 | Panair do Brasil                   | —                           |
| 2008 | Casa da Mãe Joana                  | Paulo Renato (PR)           |
| 2009 | A Mulher Invisível                 | Nogueira                    |
| 2009 | Garibaldi in America               | Bento Gonçalves             |
| 2013 | Anita e Garibaldi                  | Luigi Rossetti (voz)        |
| 2013 | Casa da Mãe Joana 2                | Paulo Renato (PR)           |
| 2015 | Infância                           | Henrique                    |
| 2015 | Chatô, o Rei do Brasil             | Getúlio Vargas              |
| 2018 | O Paciente - O Caso Tancredo Neves | Henrique Walter Pinotti     |
| 2019 | Uma Noite Não é Nada               | Agostinho                   |
| 2019 | A Fera na Selva                    | João                        |
| 2022 | O Pai da Rita                      | Pietro                      |
| 2022 | O Debate                           | Marcos                      |

## Teatro
| Ano     | Título                                     |
| ------- | ------------------------------------------ |
| 1972    | Boca de Ouro                               |
| 1974    | Victor, ou As Crianças no Poder            |
| 1976    | Os IKS                                     |
| 1980    | Na Carreira do Divino                      |
| 1983    | Feliz Ano Velho                            |
| 1985    | Assim É...(Se Lhe Parece)                  |
| 1986    | Ação Entre Amigos                          |
| 1988    | O Amigo da Onça                            |
| 1989    | Perversidade Sexual em Chicago             |
| 1991    | A Fera na Selva                            |
| 1993    | Viagem a Forli                             |
| 1995    | Comédia da Vida Privada                    |
| 1996    | Três Maneiras de se Dançar um Tango        |
| 1997    | Duas Mãos                                  |
| 1997    | O Inimigo do Povo                          |
| 2001    | Feliz Ano Velho                            |
| 2002    | O Homem que Viu o Disco Voador             |
| 2002–04 | Como Aprendi a Dirigir um Carro            |
| 2009–12 | A Tartaruga de Darwin                      |
| 2010    | Do Fundo do Lago Escuro                    |
| 2010–12 | Deus da Carnificina, Uma Comédia sem Juízo |
| 2015–17 | Autobiografia Autorizada                   |

## Autor/Diretor

### Teatro
| Ano  | Título                              | Cargo           |
| ---- | ----------------------------------- | --------------- |
| 1977 | Cerimônia para um Negro Assassinado | Diretor         |
| 1979 | Na Carreira do Divino               | Diretor         |
| 1981 | Feliz Ano Velho                     | Diretor         |
| 2004 | Por que Você Não Disse que Me Amava | Diretor         |
| 2006 | A Canção Brasileira                 | Diretor         |
| 2015 | Autobiografia Autorizada            | Autor / Diretor |

### Cinema
| Ano  | Título  | Cargo           |
| ---- | ------- | --------------- |
| 2006 | Cafundó | Autor / Diretor |

## Prêmios e indicações
| Ano  | Associações                                 | Categoria                             | Trabalho                            | Resultado |
| ---- | ------------------------------------------- | ------------------------------------- | ----------------------------------- | --------- |
| 1977 | Prêmio Governador do Estado                 | Melhor Diretor de Peça de Teatro      | Cerimônia para um Negro Assassinado | Venceu    |
| 1977 | Prêmio APCA de Teatro                       | Melhor Diretor                        | Cerimônia para um Negro Assassinado | Venceu    |
| 1977 | Troféu Mambembe                             | Melhor Diretor                        | Cerimônia para um Negro Assassinado | Venceu    |
| 1979 | Prêmio Molière de Teatro                    | Melhor Diretor Teatral                | Na Carreira do Divino               | Venceu    |
| 1979 | Prêmio APCA de Teatro                       | Melhor Diretor                        | Na Carreira do Divino               | Venceu    |
| 1979 | Troféu Mambembe                             | Melhor Diretor                        | Na Carreira do Divino               | Venceu    |
| 1983 | Prêmio Molière de Teatro                    | Melhor Diretor Teatral                | Feliz Ano Velho                     | Venceu    |
| 1983 | Prêmio Governador do Estado                 | Melhor Diretor de Peça de Teatro      | Feliz Ano Velho                     | Venceu    |
| 1983 | Troféu Mambembe                             | Melhor Diretor                        | Feliz Ano Velho                     | Venceu    |
| 1983 | Prêmio APETESP de Teatro                    | Melhor Diretor                        | Feliz Ano Velho                     | Venceu    |
| 1991 | Prêmio Shell                                | Melhor Ator                           | A Fera na Selva                     | Venceu    |
| 1995 | Prêmio APCA de Cinema                       | Melhor Ator                           | Lamarca                             | Venceu    |
| 1998 | Prêmio Guarani de Cinema Brasileiro         | Melhor Ator                           | Guerra de Canudos                   | Venceu    |
| 1998 | Prêmio Contigo! de TV                       | Melhor Ator Cômico                    | A Indomada                          | Venceu    |
| 2000 | Prêmio Guarani de Cinema Brasileiro         | Melhor Ator                           | Mauá - O Imperador e o Rei          | Indicado  |
| 2002 | Prêmio Shell                                | Melhor Ator                           | O Homem Que Viu O Disco Voador      | Indicado  |
| 2002 | Prêmio Governador do Estado                 | Melhor Ator                           | O Homem Que Viu O Disco Voador      | Indicado  |
| 2005 | Festival de Cinema de Gramado               | Melhor Filme                          | Cafundó                             | Indicado  |
| 2005 | Festival de Cinema de Gramado               | Prêmio do Júri de Melhor Filme        | Cafundó                             | Venceu    |
| 2005 | Mostra Internacional de Cinema de São Paulo | Melhor Filme                          | Cafundó                             | Indicado  |
| 2006 | Los Angeles Pan African Film Festival       | Melhor Filme (Menção Honrosa)         | Cafundó                             | Venceu    |
| 2006 | Lleida Latin-American Film Festival         | Melhor Primeira Direção               | Cafundó                             | Venceu    |
| 2009 | Prêmio Governador do Estado                 | Melhor Ator                           | O Pagador de Promessas              | Venceu    |
| 2009 | Prêmio Qualidade Brasil                     | Melhor Ator Coadjuvante de Minissérie | Som & Fúria                         | Indicado  |
| 2010 | Prêmio Qualidade Brasil                     | Melhor Ator Teatro Comédia            | Deus da Carnificina                 | Indicado  |
| 2010 | Prêmio Shell                                | Melhor Ator                           | Deus da Carnificina                 | Indicado  |
| 2014 | Festival de Cinema de Gramado               | Melhor Ator Coadjuvante               | Infância                            | Venceu    |
| 2015 | Prêmio Contigo! de TV                       | Melhor Ator Coadjuvante               | Império                             | Indicado  |
| 2015 | Prêmio F5                                   | Melhor Ator Coadjuvante               | Império                             | Indicado  |
| 2015 | Prêmio Shell                                | Melhor Texto                          | Autobiografia Autorizada            | Indicado  |
| 2015 | Prêmio Faz Diferença, O Globo               | Segundo Caderno/ Teatro               | Autobiografia Autorizada            | Indicado  |
| 2017 | Festival de Cinema de Gramado               | Prêmio Especial do Júri               | Contribuição à Arte Dramática       | Venceu    |
| 2017 | Encontro de Cinema e Vídeo dos Sertões      | Melhor Ator                           | A Fera na Selva                     | Venceu    |
| 2023 | Festival Sesc Melhores Filmes               | Melhor Ator Nacional                  | O Debate                            | Pendente  |